# Sims (Fluss)
Die Sims ist ein knapp 8 km langer kleiner Fluss im Landkreis Rosenheim in Oberbayern, der in Murnau in der Gemeinde Stephanskirchen von rechts und Osten in den untersten Lauf des Inn-Zuflusses Rohrdorfer Achen mündet. Anfangs verläuft sie am Rande des Gemeindegebietes von Stephanskirchen zu dem von Riedering, später innerhalb der Stephanskirchener Gemeindegemarkung.

## Name
Das Gewässer wurde 1522 als Simbß erstmals urkundlich erwähnt. Der gleichnamige Ort Sims erscheint schon im Jahr 790 als Sinsa in den schriftlichen Aufzeichnungen. Der Name könnte möglicherweise keltischen Ursprungs sein und sich von *Senjā „Sumpfland, Torf, Röhricht“ ableiten.

## Geographie

### Verlauf
Die Sims fließt an dessen Südende aus dem nördlich von Riedering auf 470 m ü. NHN gelegenen Simssee aus und geht durch die feuchten Achalterwiesen im Naturschutzgebiet Südufer des Simssees  gleich auf Westkurs. Sie nimmt hier einen zweiten kurzen Ausfluss des Sees von rechts auf, zieht noch ein gutes Stück durchs Schutzgebiet und berührt danach den Ortsteil Eitzing an dessen Südrand bei der Krottenhausmühle. Weiter flussabwärts durchläuft sie die Betriebsgelände von Kohlhauf- und Pulvermühle, um dann in das Waldgebiet um die Lauterbacher Filze einzutreten, Dort nimmt sie den von Riedering-Niedermoosen im Süden zufließenden Röthbach auf und schlägt danach um eine weitere Stephanskirchener Pulvermühle eine ihrer Schlingen. Im anschließenden Röthbachholz geht nach rechts ihr längster Mühlkanal zur Landlmühle ab, den sie dann nach Unterqueren der Bahnstrecke von Rohrdorf nach Landl im Industriegebiet südlich von Landl wieder aufnimmt. Nachdem der kleine Fluss hier auch noch die Miesbacher Straße (St 2095) unterquert und Murnau durchlaufen hat, mündet er an dessen Westrand zum auskeilenden Auenwald längs des Inns in die diesem hier nahe parallel laufende Rohrdorfer Achen, die schon 300 Meter weiter von rechts dem Inn zufällt.

### Zuflüsse
des Simssees, vom oberen Seeende im Nordosten nach Südwesten zum Ausfluss der Sims:
- Antworter Achen, von Osten im Seemoos bei Söchtenau-Eichen am Simssee
- Thalkirchner Achen, von Osten im Seemoos bei Bad Endorf-Thalkirchen
- Labenbach, von Südosten bei Riedering-Moosen
- Fellbach, von Südosten bei Riedering-Pietzing
- Angerbach, von Südosten bei Riedering-Beuerberg

der Sims vom Ursprung am Seeauslauf bis zur Mündung:
- Neue Achen, von rechts und Nordosten aus dem Simssee. Kurzer anderer Ablauf
- Schlierbach, von links und Südosten nördlich von Riedering
- Rothbach (!), von links und Süden nördlich von Riedering
- Großer Filsgraben, von rechts und Norden
- Kleines Wasser, von links und Südosten an der Kohlhaufmühle in den dortigen linken Zweig
- Röthbach (!), von links und Süden westlich von Riedering